# Mirela Rahneva
Mirela "Mimi" Rahneva (ur. 26 lipca 1988 r. w Ruse) – kanadyjska skeletonistka, srebrna medalistka mistrzostw świata.

## Życie prywatne
Urodzona w Ruse w Bułgarii. Jej rodzina w 1998 roku wyemigrowała do Ottawy w Kanadzie. Ukończyła studia na Uniwersytecie w Guelph, w którego barwach rywalizowała w rugby. Pierwszą styczność ze skeletonem miała w listopadzie 2012 roku. Poza skeletonem interesuje się jazdą na rowerze, wędrówkami, jogą oraz gotowaniem. Jej rodzice również byli sportowcami - mama sprinterką, natomiast ojciec gimnastykiem.

## Kariera
Starty w zawodach międzynarodowych rozpoczęła w marcu 2013 roku. Wtedy to podczas zawodów z cyklu Pucharu Ameryki, rozgrywanych w amerykańskim Lake Placid dwukrotnie zajęła 10. pozycję. Debiut w zawodach Pucharu Świata zanotowała w grudniu 2016 roku, gdy zajęła 5. lokatę podczas konkursu w kanadyjskim Whistler. Już na kolejnych zawodach Pucharu Świata po raz pierwszy w karierze stanęła na podium, zajmując 3. pozycję w Lake Placid. Podczas piątego konkursu Pucharu Świata w karierze, odniosła pierwsze zwycięstwo w zawodach rozgrywanych w szwajcarskim Sankt Moritz. Już w pierwszym sezonie rywalizacji w Pucharze Świata, w sezonie 2016/2017 zajęła 3. miejsce w klasyfikacji generalnej, ulegając jedynie dwóm Niemkom: Jacqueline Lölling oraz Tinie Hermann.
W lutym 2017 roku zadebiutowała podczas mistrzostw świata w Königssee. Zajęła tam odpowiednio 8. pozycję w rywalizacji indywidualnej oraz 9. w konkursie drużynowym. Rok później wystartowała na igrzyskach olimpijskich w Pjongczangu, podczas których zakończyła rywalizację na 12. pozycji. W sezonie 2018/2019 po raz kolejny uplasowała się na 3. pozycji w klasyfikacji generalnej Pucharu Świata, ulegając Rosjance Jelenie Nikitinie oraz Tinie Hermann. W marcu 2019 roku, podczas mistrzostw świata w Whistler, zdobyła srebrny medal w rywalizacji drużynowej. Drużyna kanadyjska musiała uznać wyższość jedynie drużyny niemieckiej. W rywalizacji indywidualnej była 12.
W grudniu 2020 roku ogłosiła przerwę w startach z powodu przepukliny kręgosłupa.

## Osiągnięcia

### Igrzyska olimpijskie
| Rok  | Miejsce    | Lokata |
| ---- | ---------- | ------ |
| 2018 | Pjongczang | 12.    |
| 2022 | Pekin      | 5.     |

### Mistrzostwa świata
| Rok  | Miejsce   | Lokata |
| ---- | --------- | ------ |
| 2017 | Königssee | 8.     |
| 2019 | Whistler  | 12.    |
| 2020 | Altenberg | 16.    |

### Puchar Świata
| Sezon     | Lokata |
| --------- | ------ |
| 2016/2017 | 3.     |
| 2017/2018 | 8.     |
| 2018/2019 | 3.     |
| 2019/2020 | 5.     |
| 2020/2021 | -      |
| 2021/2022 | 8.     |